# رود پوتوماک
رود پوتوماک (به انگلیسی: Potomac river) از رودهای مهم ایالات متحده آمریکا و رودی‌ست که از واشینگتن دی سی می‌گذرد.
این رود از ایالات مریلند، ویرجینیا، و ویرجینیای باختری عبور می‌کند.
این رود ۶۶۵ کیلومتر طول داشته و به خلیج چساپیک می‌ریزد.